# 圣马丹德布博
圣马丹德布博（法語：Saint-Martin-de-Boubaux，法語發音：[sɛ̃ maʁtɛ̃ də bubo]）是法国洛泽尔省的一个市镇，属于弗洛拉克区。

## 地理
圣马丹德布博（44°12'0"N, 3°55'20"E）面积31.41 平方千米，位于法国奧克西塔尼大區洛泽尔省，该省份为法国南部内陆省份，北起上盧瓦爾省和康塔爾省，西接阿韦龙省，南至加尔省，东临阿尔代什省。
与圣马丹德布博接壤的市镇（或旧市镇、城区）包括：勒科莱德代兹、拉姆卢兹、苏斯泰勒、圣保罗拉科斯特、米亚莱、法兰西谷地圣艾蒂安、圣日耳曼-德卡尔贝特、圣米歇尔德代兹。

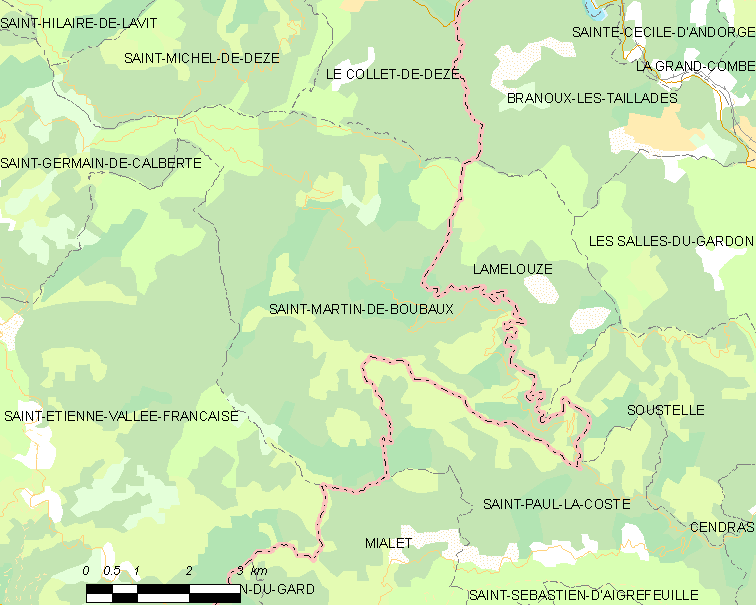
圣马丹德布博的OSM定位图

圣马丹德布博的时区为UTC+01:00、UTC+02:00（夏令时）。

## 行政
圣马丹德布博的邮政编码为48160，INSEE市镇编码为48170。

## 政治
圣马丹德布博所属的省级选区为勒科莱德代兹县。

## 人口

1962-2008年间圣马丹德布博人口变化图示

圣马丹德布博于2022年1月1日时的人口数量为194人。